# 梁啟慧
梁啟慧（1975年4月19日—），自由音樂創作者、音樂會執行策劃及專輯製作人，出生於臺北市。華岡藝術學校國樂科畢業，隨即前往美國求學。1999年畢業於加州州立大學富勒頓分校，主修鋼琴。自幼因喜歡電影音樂，專注於影視配樂配樂為主的創作與學習目標，2001年畢業於北卡羅來納藝術學院，主修電影原創音樂作曲。2002至2006年間從事美國好萊塢獨立製片電影配樂作曲工作。曾任教於臺灣藝術大學音樂系及電影系、臺南藝術大學應用音樂系，並曾客座於警察專科學校、臺南科技大學及崑山科技大學等。
2021年，臺灣第32屆流行音樂金曲獎『最佳演奏錄音專輯獎』入圍
2021年，美國HMMA好萊塢音樂傳媒大獎『世界音樂獎』入圍
2020年，臺灣第21屆傳藝類金曲獎『最佳編曲人』及『最佳跨界專輯』獎得主
2012年，臺灣第47屆電視金鐘獎『最佳音效獎』入圍
2007年，上海之春新人新作金獎
2007年，「第十一屆上海十月劇展」評選「新人新作獎」
2006年，美國Just Plain Folks獨立音樂獎『最佳演奏曲』創作大獎
2006至2008，於上海擔任琉璃工房暨「透明思考TMSK新民樂團」音樂總監。
2010年參與團體唯異新民樂首張專輯《樂活無界》獲第21屆傳藝類金曲奬最佳跨界音樂專輯獎、最佳作曲人獎、最佳編曲人獎、最佳專輯製作人獎四項提名，並獲得「最佳跨界專輯」和「最佳作曲人」兩獎項。
2012年，擔任天下雜誌《想飛的十五歲》紀錄片原創音樂製作。
2013年曾參與台北市政府主辦的地圖音樂會，於國家音樂廳，與知名音樂製作人王治平、謝宇威等人，共同創作音樂會與音樂錄影帶，以台北為地標的聽看城市的創作風格。
2017年擔任天下雜誌《海闊天空》35世代，聽你說紀實影片原創配樂。擔任公共電視台《夢想續航》紀錄片原創音樂製作，目宿媒體公司所出品「他們在島嶼寫作 II」 文學家系列紀錄片《我城》配樂。
2018年擔任尚和歌仔戲劇團《劫獄》之原創音樂劇原創設計與編曲製作。
2019年，與真快樂掌中劇團、台灣國樂團於高雄衛武營國家藝術文化中心戲劇院搬演經典戲齣《布袋戲戀歌 落花斷情雨》劇場音樂會
2021年『無盡的旅程 Eternal Journey』創作專輯“After the Red Cliff赤壁之後”入圍2021 Hollywood Music in Media Awards好萊塢音樂傳媒獎。

## 音樂作品
- 2006

1. 公共電視 – 人生劇展『我的阿嬤是鬼』配樂

- 2010

1. 目宿媒體公司所出品『他們在島嶼寫作』文學家系列紀錄片《尋找背海的人》配樂（長片小說作家王文興）。
2. 目宿媒體公司所出品“他們在島嶼寫作”文學家系列紀錄片《化成再來人 （页面存档备份，存于）》配樂（詩人周夢蝶）。

- 2011

1. 好孩子國際娛樂有限公司製作電影《帶一片風景走》配樂，由澎恰恰執導根據真實故事及長片小說“百萬步的愛”改編。
2. 客家電視台百年製作十集電視／電影紀錄片《跟著賴和去壯遊 （页面存档备份，存于）》，並以該片入圍第41屆金鐘獎最佳音效獎。
3. 公共電視 – 人生劇展『落跑三人行』配樂

- 2012

1. 為百鴻娛樂公司製作電影，澎恰恰執導「球愛天空」配樂，原聲帶發行於同年12月2日

- 2013

1. 擔任臺北市立國樂團製作人，委託製作年度音樂會「臺北地圖」。音樂會好評如潮，除了接受各電台訪問外，“表演藝術雜誌 （页面存档备份，存于）”特有專文介紹臺灣史上首次“影音同步”放送音樂會。
2. 為磬石國際媒體公司製作“公視戲劇”《沒有名字的甜點店》配樂／音樂剪輯。
3. 擔任卓越數位科技公司製作之“經濟部標準檢驗局廣告”《正好遇見你 （页面存档备份，存于）》微電影配樂。
4. 天下雜誌紀錄片『想飛的十五歲 （页面存档备份，存于）』上下集配樂。

- 2014

1. 臺北市立國樂團傳統藝術季年度音樂會《祖靈對話》音樂會製作人
2. 秋燕傳播公司出品，公共電視-人生劇展《銘謝惠顧》配樂
3. 目宿媒體公司所出品「他們在島嶼寫作 II」 文學家系列紀錄片《如歌的行版》配樂（詩人瘂弦），此片於2015年台北電影節一舉拿下三項技術大獎！
4. 臺北市立國樂團《純純清香。百年留聲》音樂會製作人。

- 2015

1. 客家電視台製作《如影隨行 （页面存档备份，存于）》紀錄片，主人公“差事劇團”創辦人鍾喬。臺北

- 2016－

1. 擔任「惠氏啟賦3－母乳之路」廣告配樂，創下上線單日擊點率破百萬次之高收視率。
2. 擔任臺北市立國樂團『臺北地圖』－DVD音樂專輯製作人。
3. 『少浪Saw Lam同名專輯』－原住民歌手流行音樂專輯製作人及編曲工作。
4. 擔任尚和歌仔戲團2016暑期大戲『情定化成寺』歌仔戲音樂劇音樂設計。
5. 『譯師之旅』紀錄片配樂，福智文化出品。

- 2017－

1. 佳映娛樂國際股份有限公司製作《夢想續航》紀錄片配樂。
2. 天下雜誌紀錄片『海闊天空』紀錄片配樂。
3. 擔任尚和歌仔戲團2017高雄春天藝術季『將軍的押不蘆花』歌仔戲音樂劇音樂設計。

- 2018－

1. 擔任尚和歌仔戲團-2018大稻埕藝術季『劫獄』歌仔戲音樂劇音樂設計。
2. 擔任NCO臺灣國家國樂團-2018戲曲藝術節『落花斷情雨』布袋戲音樂設計之一。
3. 擔任卓越數位科技公司製作之《加好友的那件小事》微電影配樂。
4. 擔任翃舞製作-2018西班牙舞蹈藝術祭、高雄至善廳首演『無盡天空』音樂設計。
5. 高雄衛武營戶外開幕音樂會「眾人的派對」-『東西方歌劇薈萃』編曲。
6. 大愛劇場『蘋果的滋味』五集連續劇配樂。

- 2019－

1. 為Dreams Films出品，陳文良導演執導的電視紀錄片『逆戰 The Machine』配樂，電視版已於2019一月在加拿大和法國播出。
2. 擔任翃舞製作-臺北國家戲劇院表演廳首演『無盡天空』音樂設計。
3. 擔任臺灣國家國樂團『節氣二四』兒童音樂劇音樂設計。
4. 擔任『桃園鬥陣』音樂會音樂設計之一。
5. 擔任臺灣國家國樂團-2019衛武營『落花斷情雨』布袋戲音樂會，音樂設計之一。

- 2020－

1. 出版個人第二張創作專輯『無盡的旅程 Eternal Journey』，六月臺灣發行，七月全世界發行！
2. 為Dreams Films出品，陳文良導演執導的劇情紀錄片『逆者 The Road Less Traveled』配樂，8/7電影獨家上映於喜樂時代南港及永和影城，電影原聲帶亦於七月底發行！
3. 擔任NCO臺灣國家國樂團『臺灣音樂世紀風華』音樂會創作者之一。
4. 為Sierra Hotel Productions出品，Ken Stewart導演執導的電視紀錄片『The Port Chicago Incident』擔任配樂。

- 2021－

1. 以『無盡的旅程 Eternal Journey』創作專輯中的“After the Red Cliff赤壁之後”入圍Hollywood Music in Media Awards好萊塢音樂傳媒獎。
2. 擔任NCO『樂動客庄』－ 臺灣國樂團「國樂頻道」，以客家音樂為主題，全新編曲之四月份推廣音樂會作曲家，臺灣國家國樂團委託創作2021。
3. 臺灣國家國樂團國樂頻道『樂動客庄』委託編曲創作。
4. 目宿媒體公司所出品『他們在島嶼寫作 III』文學家系列紀錄片《他還年輕》配樂（文學作家吳晟）
5. 擔任尚和歌仔戲團2021全新原創大戲『劫獄』歌仔戲音樂劇音樂設計。

- 2022－

1. 擔任NCO『炫彩探戈』－ 臺灣國樂團「國樂頻道」，以Tango音樂為主題，全新原創及編曲之六月份推廣音樂會作曲家，臺灣國家國樂團委託創作2022。
2. 目宿媒體公司所出品『他們在島嶼寫作 III』文學家系列紀錄片《他還年輕》配樂（文學作家吳晟）。

## 委託創作單曲作品
1. 『後山的丟丟銅』－ 給雙箏及弦樂四重奏創作曲，四象箏樂團委託創作2013。
2. 『北湖山春』－ 「臺北地圖」音樂會演奏曲，臺北市立國樂團委託創作2013。
3. 『山靈的呼喚』－「臺北地圖」音樂會演唱曲，臺北市立國樂團委託編曲2014。
4. 『戲箏』－ 給雙箏 & 雙打創作曲，四象箏樂團委託創作2014。
5. 『望春風』－「純純清香。百年留聲」音樂會演唱曲，臺北市立國樂團委託編曲2014。
6. 『臺北的天空』－「慶城再相會」音樂會演奏曲給北市國＋長榮交響樂團＋北市國附設合唱團，臺北市立國樂團委託編曲2014。
7. 『碎瓊亂玉』－給古箏、柳琴和手鼓創作曲，四象箏樂團委託創作2015。
8. 『康乃馨之戀』－「康乃馨之戀」音樂會演奏曲＋合唱團，臺北市立國樂團附設少年團委託創作。
9. 『探戈組曲』－「當烏克麗麗遇上柳琴」音樂會演奏曲，臺北市立國樂團委託編曲2015。
10. 『阿里郎狂想曲』－「韓流」音樂會電子小提琴演奏曲，臺北市立國樂團委託編曲2015。
11. 『月牙灣』－「旅程 TCO 2015 流行音樂演唱會」，臺北市立國樂團委託編曲2015。
12. 『光和影』－「弦情旅記」音樂會，臺灣國家國樂團委託創作2019。
13. 『默娘傳說』－「少年魔法師」音樂會，臺北市立國樂團委託創作2020。
14. 『Come Together』－「絕對好聽」音樂會，臺灣國樂團委託編曲2021。
15. 『Unrequited Love』－「傳聲啟意」音樂會，“原。雙簧”三重奏委託創作2020。

## 獎項與榮譽
- 2006年：美國JPF獨立音樂獎『最佳演奏曲』創作大獎
- 2007年：上海之春新人新作金獎
- 2007年：「第十一屆上海十月劇展」評選「新人新作獎」
- 金曲獎
  - 《樂活無界》獲傳藝類最佳跨界專輯：2010年[6]
  - 《樂活無界》獲傳藝類最佳作曲人：2010年[6]
- 2011年：電影紀錄片《跟著賴和去壯遊 （页面存档备份，存于）》，入圍第41屆金鐘獎最佳音效獎
- 2021年：《無盡的旅程 Eternal Journey》，入圍Hollywood Music in Media Awards好萊塢音樂傳媒獎[7]